# Slovenská fotbalová divize 1965/1966
V soubojích 1. ročníku Slovenské fotbalové divize 1965/1966 (jedna ze skupin 3. nejvyšší soutěže) se utkalo celkem 29 týmů rozdělených po dvou skupinách (15 ve skupině E, 14 ve skupině F) dvoukolovým systémem podzim - jaro.
Před sezonou došlo k reorganizaci nižších soutěží, Divize vznikla jako jedna ze skupin 3. nejvyšší soutěže.

## Divize E
Zdroj: 
| Poř. | Tým                     | Z  | V  | R  | P  | VG | OG | B   |
| ---- | ----------------------- | -- | -- | -- | -- | -- | -- | --- |
| 1.   | Baník Prievidza         | 28 | 19 | 7  | 2  | 64 | 26 | 45  |
| 2.   | Dukla Banská Bystrica   | 28 | 14 | 9  | 5  | 47 | 23 | 37  |
| 3.   | Slovan Bratislava jun.  | 28 | 12 | 9  | 7  | 44 | 30 | 33  |
| 4.   | Kablo Topoľčany         | 28 | 13 | 5  | 10 | 39 | 34 | 31  |
| 5.   | Baník Handlová          | 28 | 10 | 10 | 8  | 50 | 40 | 30  |
| 6.   | Inter Bratislava „B“    | 28 | 9  | 11 | 8  | 52 | 41 | 29  |
| 7.   | Spartak SMZ Dubnica n/V | 28 | 9  | 11 | 8  | 36 | 33 | 29  |
| 8.   | ČH Bratislava           | 28 | 11 | 6  | 11 | 52 | 48 | 28  |
| 9.   | Iskra Púchov            | 28 | 10 | 5  | 13 | 42 | 49 | 25  |
| 10.  | Iskra Partizánske       | 28 | 9  | 7  | 12 | 46 | 57 | 25  |
| 11.  | Lokomotíva Pezinok      | 28 | 9  | 6  | 13 | 27 | 48 | 24  |
| 12.  | Spartak Trnava „B“      | 28 | 10 | 2  | 16 | 29 | 41 | 22  |
| 13.  | Slavoj Sereď            | 28 | 7  | 7  | 14 | 41 | 55 | 21  |
| 14.  | Iskra Holíč             | 28 | 9  | 4  | 15 | 37 | 60 | 20* |
| 15.  | Družstevník Kolárovo    | 28 | 7  | 5  | 16 | 29 | 50 | 19  |

Poznámky:
- Z = Odehrané zápasy; V = Vítězství; R = Remízy; P = Prohry; VG = Vstřelené góly; OG = Obdržené góly; B = Body

- Iskře Holíč byly odečteny dva body za zavinění předčasného ukončení zápasu v Partizánském

|  | Postup do 2. ligy 1966/1967 |
|  | Sestup do krajských soutěží |

## Divize F
Zdroj: 
| Poř. | Tým                          | Z  | V  | R | P  | VG | OG | B  |
| ---- | ---------------------------- | -- | -- | - | -- | -- | -- | -- |
| 1.   | Lokomotíva Spišská Nová Ves  | 26 | 15 | 4 | 7  | 48 | 25 | 34 |
| 2.   | ZPS Kysucké Nové Mesto       | 26 | 12 | 4 | 10 | 51 | 27 | 28 |
| 3.   | Chemko Humenné               | 26 | 13 | 2 | 11 | 34 | 32 | 28 |
| 4.   | Tesla Stropkov               | 26 | 11 | 6 | 9  | 41 | 39 | 28 |
| 5.   | Jednota Kežmarok             | 26 | 13 | 1 | 12 | 40 | 31 | 27 |
| 6.   | ZZO Čadca                    | 26 | 11 | 5 | 10 | 34 | 43 | 27 |
| 7.   | LVS Poprad                   | 26 | 11 | 4 | 11 | 34 | 39 | 26 |
| 8.   | Strojárne Martin             | 26 | 10 | 6 | 10 | 30 | 36 | 26 |
| 9.   | Baník Rožňava                | 26 | 12 | 1 | 13 | 43 | 38 | 25 |
| 10.  | Baník Podbrezová             | 26 | 9  | 7 | 10 | 36 | 34 | 25 |
| 11.  | Lokomotíva Vranov nad Topľou | 26 | 11 | 3 | 12 | 35 | 40 | 25 |
| 12.  | Iskra Liptovský Mikuláš      | 26 | 10 | 4 | 12 | 36 | 36 | 24 |
| 13.  | Spartak PSP Prakovce         | 26 | 10 | 4 | 12 | 36 | 41 | 24 |
| 14.  | Jednota STS Moldava          | 26 | 7  | 3 | 16 | 34 | 71 | 17 |

Poznámky:
- Z = Odehrané zápasy; V = Vítězství; R = Remízy; P = Prohry; VG = Vstřelené góly; OG = Obdržené góly; B = Body

|  | Postup do 2. ligy 1966/1967 |
|  | Sestup do krajských soutěží |